# Enteucha acuta
Enteucha acuta là một loài bướm đêm thuộc họ Nepticulidae. Nó là loài duy nhất được tìm thấy ở lowland Amazon rainforest in Ecuador.
Sải cánh dài 3.4-3.5 mm đối với con đực. Nó được tìm thấy ở a single adult collected in tháng 1.